# Andrew Ure

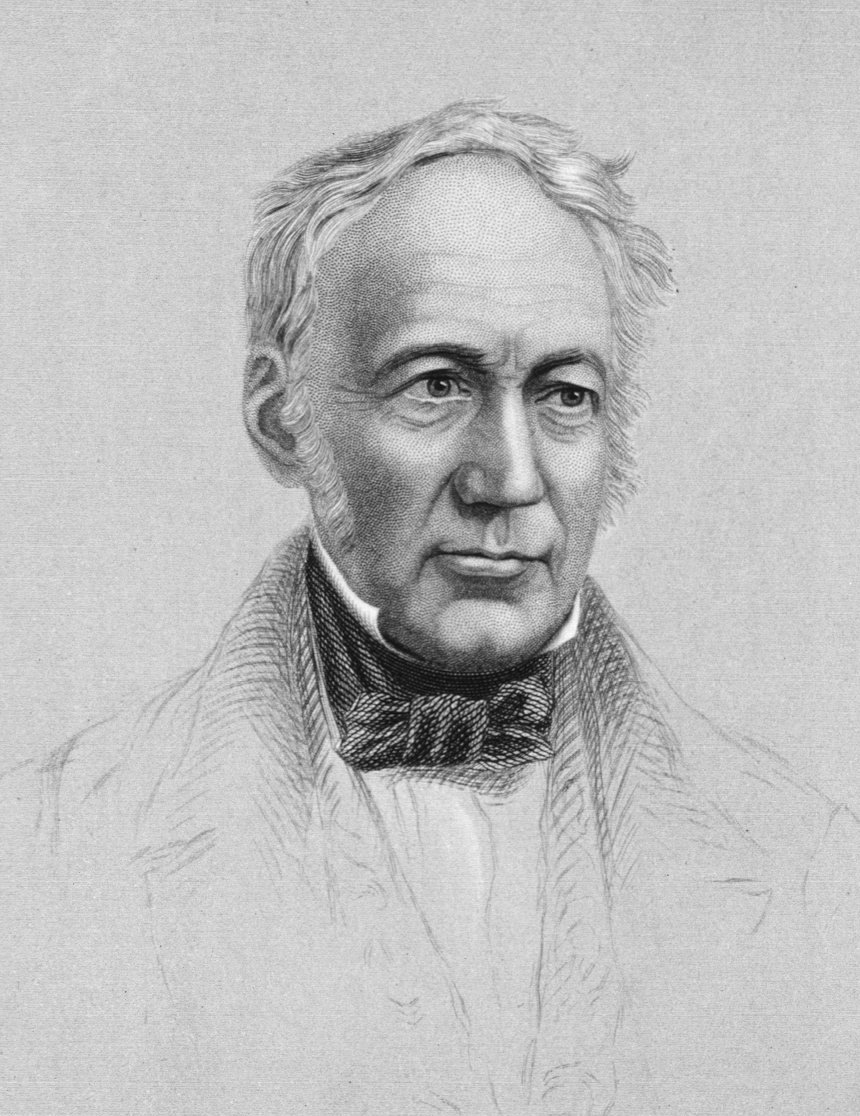
Andrew Ure

Andrew Ure (* 18. Mai 1778 in Glasgow; † 2. Januar 1857 in London) war ein britischer Mediziner und Professor für Naturgeschichte und Chemie.

## Leben
Andrew Ure erhielt seine Erziehung auf dem Gymnasium in Glasgow. Anschließend studierte er an der dortigen Universität Chemie und in Edinburgh Medizin. 1800 „hatte er die medizinische Doctorwürde“ erworben und ließ sich in Glasgow als Arzt nieder. Im Jahr 1805 berief man ihn zum Professor der Naturgeschichte und Chemie an der Andersonian Institution. Ure beschäftigte sich einige Jahre mit astronomischen Untersuchungen und gilt als Gründer der 1808 eröffneten Sternwarte. Dann widmete er sich hauptsächlich physikalischen Arbeiten und der Anwendung chemischer Prozesse in der Industrie/auf das Manufakturwesen und veröffentlichte seine Erkenntnisse. Seine Schwerpunkte waren Forschungen über die Elastizität und die latente Wärme (heutiger Fachbegriff: Verdampfungsenthalpie) der Dämpfe verschiedener Flüssigkeiten.
Für Aufsehen sorgte er, als er über seine Experimente an der Leiche des hingerichteten Mörders Clydsdale berichtete. Ure hatte durch elektrische Stimulation die Muskeln der Leiche kontrahieren lassen und so auch angeblich erschreckende Gesichtsausdrücke hervorgerufen (vgl. Luigi Galvanis Froschschenkelexperimente).
Ure stellte die These auf, dass unter bestimmten Bedingungen Leichen wiederbelebt werden könnten.
Ures Versuche gelten als eine der möglichen Inspirationen für Mary Shelleys Frankenstein.
Ab 1830 lebte er in London und starb dort am 2. Januar 1857.

## Wichtige Werke
- New experimental researches on some of the leading doctrines of caloric; 1818; abgedruckt in den Transactions der Royal Society in London[1]
- Dictionary of chemistry, 1820[1]
- Memoir on the ultimate analysis of vegetable ans animal substances, 1822[1]
- New system of geology, 1829[1]
- Philosophy of manufactures, or an exposition of the science, moral and commercial economy of the factory system of Great-Britain, 1835[1]
- On the cotton manufacture of Great Britain, 1836 (2 Bände); 2. Aufl., London 1861
- Dictionary of arts, manufactures and mines, 1839; (7. Aufl., London 1875, 3 Bände.), welches dem Karmarsch-Heerenschen Werk zu Grunde liegt.